# کی آدامز کورلئونه
کی آدامز کورلئونه (انگلیسی: Kay Adams-Corleone) نام شخصیت داستانی-سینمایی کتاب و فیلم پدرخوانده ساختهٔ ماریو پوزو و فرانسیس فورد کاپولا می‌باشد که توسط دایان کیتن نقش‌آفرینی شد. او همسر مایکل کورلئونه طی سال‌های ۱۹۵۱ تا ۱۹۶۰ بود و در نهایت با طلاق از مایکل جدا شد.